# Boršov nad Vltavou
Boršov nad Vltavou é uma comuna checa localizada na região da Boêmia do Sul, distrito de České Budějovice.